# Equesos
Os equesos (em latim equaesi) foram um antigo povo pré-romano da Península Ibérica, que resistiu até à chegada dos suevos, durante as invasões bárbaras no Império Romano. Os equesos viviam no extremo norte montanhoso português.
Por intervenção de Pere Bosch, foram encontradas peças gravadas e esculpidas num tipo de pedra que não existe na região, que se assemelha a pedra sabão. Uma das esculturas representa cavalos, que se imagina estarem relacionados com os equesos; pensa-se que o cavalo seria o elemento totémico deste povo, e equus significa "cavalo" no latim clássico. Estas peças estavam em Castro Vicente, concelho de Mogadouro, na margem direita do rio Sabor, território ocupado pelos equesos segundo algumas fontes, embora outras fontes os situem mais a ocidente, perto do rio Tâmega.